# Gyrosmilia
Gyrosmilia is een geslacht van neteldieren uit de klasse van de Anthozoa (bloemdieren).

## Soort
- Gyrosmilia interrupta (Ehrenberg, 1834)